# Наводнение в 1947 (Одра)
Наводнение на Одере в 1947 году (нем. Die Oderflutkatastrophe 1947) — самая значительная на сегодняшний день природная катастрофа в Германии из-за наводнения на Одере.

## Процесс
Самая тяжелая природная катастрофа или самое крупное наводнение XX-го века при половодье на Одере произошло весной 1947 года. Вечером 21 марта и 22 марта, дрейфующий лед образовал ледоход из-за дрейфа льда возле Умштрутканала возле Кюстрин-Китца. Также к северу от Райтвайна образовались ледовые поля. Вследствие этого выходит из берегов большое количество воды в течение короткого времени. В 10 часов утра 22 марта 1947 года Одерская плотина близ Райтвайна была окончательно затоплена. Плотина была омыта над водой в двух местах длиной более 100 метров. Области короны плотины были быстро разрушены на ширине около 300 метров и глубине один метр. Потоп даже достиг Бад-Фрайенвальде (Одер), который находится в нескольких километрах от реки, и в центре города находится главное почтовое здание, где сегодня находится мемориальный камень. В то время более 20 000 человек стали бездомными.
Глава местного отделения управления стихийными бедствиями районной администрации Меркиш-Одерланд также подтверждает в конечном итоге безуспешное использование бомбардировщиков Красной армии для ликвидации последствий наводнения и заторов в 1947 году на Одере. Утром 22 марта советские самолёты сбросили восемь бомб и ещё четыре бомбы днем. Также 23 марта были произведены новые бомбардировки. Однако все меры не принесли ожидаемого результата. Только 24 марта в 21 час удалось восстановить коммуникации на реке.